# دفان (جنس)
دفان (الاسم العلمي Trachylepis)، جنس سحالي من السقنقورية. أنواعه 83، توجدة بشكل رئيسي في أفريقيا وأنواع أخرى توجد في أمريكا الجنوبية يعتقد أنها مهاجرة عبر المحيط الاطلسي قبل 9 ملايين سنة.